# Stadion Brügglifeld
Il Brügglifeld Stadion di Aarau è il teatro delle partite casalinghe dell'Aarau ed è situato nella città di Suhr (Canton Argovia), Svizzera.
Il campo fu inaugurato il 12 ottobre 1924 ospitando i campioni svizzeri dello Zurigo.

## Informazioni
L'impianto si trova nella zona sud della città; l'attuale capienza dell'impianto è circa 9 250 spettatori, 1 499 nelle due tribune e circa 5 800 sugli spalti. Al pubblico ospite sono destinati solo i 1 000 posti nel settore prestabilito (gäste sektor).
In passato ha registrato anche circa 12 000 spettatori.
Lo stadio prende il nome dalla strada in cui si trova (Brügglifeldweg).